# Magia sexual
Magia Sexual é o termo ocultista para designar diversas práticas sexuais usadas com propósitos mágicos, místicos ou espirituais.[carece de fontes?]
A premissa fundamental da magia sexual é o conceito de que a energia sexual, ou libido, do organismo humano é a força mais poderosa que podemos manipular e que algumas práticas ocultas podem acumular, direcionar ou modificar esta energia de modo a atingir objetivos pré-determinados. Existem duas escolas principais de Magia Sexual, chamadas de o 'caminho da mão esquerda' e o 'caminho da mão direita'.
O chamado Caminho da mão esquerda defende que o orgasmo deve ser adiado até que sua energia seja tanta que possa, segundo a visão dos praticantes, alterar a realidade ou levá-los a estados alternativos de consciência. Os seguidores desta escola baseiam seus conhecimentos no trabalho original de Paschal Beverly Randolph, seguido de Theodor Reuss e mais tardiamente Aleister Crowley.
Alternativamente, o Caminho da mão direita defende que a ejaculação é a antítese da sublimação sexual. Neste contexto, a ejaculação não é apenas adiada, mas interrompida em prol do que seus praticantes consideram energias superiores. O caminho da mão direita não admite práticas como masturbação e homossexualidade. Um exemplo desta escola de magia sexual é o movimento gnóstico samaelino proposto por Samael Aun Weor.

## Maria de Naglowska

Maria de Naglowska

Maria de Naglowska (1883–1936) foi uma ocultista, mística, escritora e jornalista russa que escreveu e ensinou sobre práticas de rituais mágicos sexuais, ao mesmo tempo que estava ligada ao movimento surrealista parisiense.  Ela estabeleceu e liderou uma sociedade ocultista conhecida como a Confrérie de la Flèche d'or (Confraria da Flecha de Ouro) em Paris de 1932 a 1935. Em 1931, ela compilou, traduziu e publicou em francês uma coleção de escritos publicados e não publicados pelo ocultista americano Paschal Beverly Randolph, sobre o assunto da magia sexual e dos espelhos mágicos. Sua tradução e publicação das ideias e ensinamentos anteriormente pouco conhecidos de Randolph foram a fonte da influência subsequente de Randolph na magia europeia. Ela aumentou o texto com o que alegou serem alguns dos seus ensinamentos orais. No ano seguinte, publicou uma novela semi-autobiográfica, Le rito sacré de l'amour magique (O Ritual Sagrado do Amor Mágico).
Mais tarde naquele ano, ela também publicou La Lumière du sexe (A Luz do Sexo), um tratado místico e guia para o ritual sexual que era leitura obrigatória para aqueles que buscavam ser iniciados na Irmandade da Flecha de Ouro.  Seu último livro sobre práticas avançadas de magia sexual, Le Mystère de la pendaison detalha seus avançados ensinamentos sobre o Terceiro Pessoa da Trindade e o poder espiritualmente transformador do sexo, e a prática da asfixia de rituais eróticos e outras práticas de privação sensorial. .  Além de temas ocultos, Naglowska também influenciou o movimento de arte surrealista.  O Lexique sucinto de l'érotisme no catálogo da exposição internacional surrealista de 1959 em Paris observou sua importante influência. A surrealista Sarane Alexandrian escreveu um relato detalhado de sua vida.